# Talpa hakkariensis
Talpa hakkariensis és una espècie de mamífer eulipotifle de la família dels tàlpids. És conegut a partir d'un petit nombre de localitats de la província de Hakkâri, a l'extrem sud-oriental de Turquia. El seu hàbitat natural són les estepes muntanyoses. A grans trets, és un representant gros del gènere Talpa. El seu aspecte no difereix gaire del dels seus parents directes. Es caracteritza per tenir el pelatge marró grisenc i el musell notablement ample. No hi ha gaire dades sobre el seu estil de vida. Durant molt de temps fou considerat part del talp del Pare David. Ara bé, les anàlisis genètiques revelaren divergències importants, que se sumaren a les diferències anatòmiques. Per aquest motiu, la població de Hakkâri fou elevada a la categoria d'espècie el 2023. Es desconeix si hi ha cap amenaça significativa per a la seva supervivència.